# Jessica Tovey
Jessica Tovey (Sídney, Nueva Gales del Sur; 10 de noviembre de 1987) es una actriz australiana, conocida por haber interpretado a Belle Taylor en la serie australiana Home and Away y a Dani Varvaris en Wonderland.

## Biografía
Es hija de la autora australiana Libby Gleeson y su padre es Euan Tovey un científico de Nueva Zelanda. Tiene dos hermanas Amelia que nació en 1982 y Josephine en 1985. Su tío es Michael Gleeson, un periodista australiano, que en 1998 dejó su trabajo para convertirse en el director de comunicaciones del primer ministro de Tasmania Jim Bacon.
Obtuvo un certificado de 98.8 en la preparatoria y se graduó del Newtown High School for Performing Arts.
Es muy buena amiga del actor Todd Lasance y de la actriz Sharni Vinson, quienes interpretaron a Aden Jefferies, su esposo, y a Cassie Turner respectivamente en la serie Home and Away. 
En el 2007 salió con el actor Bobby Morley, quien interpretó a Drew Curtis en Home and Away, la relación terminó en marzo del 2008.
Desde marzo del 2009 sale con el cantante Dave Rennick, colíder de la banda Dappled Cities.

## Carrera
Tovey ha participado en varias producciones con el Newtown Little Theatre Company y fue parte del New South Wales State Drama Company. Apareció en varios anuncios para Impulse Body Spray.
En el 2005 obtuvo un pequeño papel en la serie Ciencia Traviesa, donde interpretó a Nadine Sterling.
En el 2006 obtuvo su primer papel importante en la televisión cuando se unió al elenco de la exitosa serie australiana Home and Away donde interpretó a la atrevida y única Belle Taylor hasta el 2009 luego de que su personaje muriera en las manos de su esposo a causa del cáncer. Por su interpretación fue nominada a dos premios logies por actriz más popular y mejor actriz en el 2007 y en el 2010 respectivamente.
En el 2007 apareció en la película corta Smile for Me.
En el 2010 apareció en las películas de misterio y drama Wicked Love: The Maria Korp Story y en la comedia Professor Kellog and the Colombian Bookshop Crack Adventure, también apareció en las series Rescue Special Ops y en Underbelly: The Golden Mile donde interpretó a la oficial Wendy Jones.
Jessica es la cara de la marca norteamericana de calzado, Skechers.
En el 2011 apareció en la miniserie Paper Giants: The Birth of Cleo donde interpretó a la secretaria Leslie Carpenter, una joven que tiene una aventura con el abogado y casado Daniel Ritchie (Matt Day).
En el 2012 apareció como invitada en la segunda temporada de la serie Dance Academy donde interpretó a Jess.
En el 2013 aparecerá en las películas Lemon Tree Passage, Two Mothers y en Tracks donde interpretará a Jeny, junto a la actriz Mia Wasikowska. Ese mismo año apareció en un episodio de la serie Mr & Mrs Murder donde interpretó a Claire Rickard-Smith.
Ese mismo año se unió al elenco principal de la serie Wonderland donde interpretó a Dani Varvaris, hasta el final de la serie en el 2015.

## Filmografía

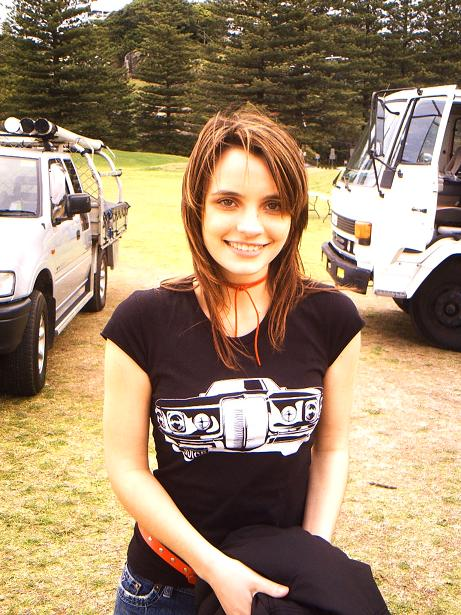
Jessica durante un descanso de las filmaciones de Home and Away.

### Series de televisión
| Año         | Serie                           | Personaje            | Notas                         |
| ----------- | ------------------------------- | -------------------- | ----------------------------- |
| 2016        | Wolf Creek                      | Kirsty               | 4 episodios - miniserie       |
| 2013 - 2015 | Wonderland                      | Dani Varvaris        | 44 episodios                  |
| 2013        | Mr & Mrs Murder                 | Claire Rickard-Smith | episodio "A Flare for Murder" |
| 2012        | Dance Academy                   | Jess                 | 3 episodios                   |
| 2011        | Paper Giants: The Birth of Cleo | Leslie Carpenter     | 2 episodios - miniserie       |
| 2010        | Cops: L.A.C.                    | Tash                 | episodio "Blood Types"        |
| 2010        | Underbelly: The Golden Mile     | Oficial Wendy Jones  | 3 episodios                   |
| 2010        | Rescue Special Ops              | Caitlin Kelly        | episodio # 1.10               |
| 2006 - 2009 | Home and Away                   | Belle Taylor         | 237 episodios                 |
| 2005        | Wicked Science                  | Nadine Sterling      | episodio "Ring of Confidence" |

### Películas
| Año  | Título                             | Personaje   | Notas                                                                        |
| ---- | ---------------------------------- | ----------- | ---------------------------------------------------------------------------- |
| 2016 | Beast No More                      | Mary Jane   | junto a Dan Ewing, Roy Billing, Dean Kyrwood y Joel Franco                   |
| 2013 | Lemon Tree Passage                 | Maya Jacobs | junto a Tim Pocock, Tim Phillipps, Pippa Black, Andrew Ryan y Dean Kirkright |
| 2013 | Tracks                             | Jenny       | junto a Mia Wasikowska, Adam Driver, Emma Booth y Robert Coleby              |
| 2013 | Adore                              | Mary        | junto a Robin Wright, Naomi Watts y Xavier Samuel                            |
| 2012 | Census                             | Milly       | corto - junto a Guy Edmonds, Geoff Morrell y Bruce Spence                    |
| 2011 | Recepción                          | -           | corto - junto a Gemma Laurelle                                               |
| 2011 | Panic at Rock Island               | Nina Quinn  | junto a Anna Hutchison, Viva Bianca, Vince Colosimo y Nathan Page            |
| 2010 | Professor Kellog and the Colombian | Katy        | -                                                                            |
| 2010 | Wicked Love: The Maria Korp Story  | Anna Korp   | junto a Renae Berry, Rebecca Gibney, Vince Colosimo y Nathan Page            |
| 2007 | Smile for Me                       | -           | -                                                                            |

### Teatro
| Año  | Título                   | Personaje | Directores (a)  | Teatro      | Notas                                   |
| ---- | ------------------------ | --------- | --------------- | ----------- | --------------------------------------- |
| 2012 | Truck Stop               | Kelly     | Katrina Douglas | Q Theatre   | junto a Eryn-Jean Norvill y Kristy Best |
| 2005 | Seven Little Australians | -         | Elaine Hudson   | New Theatre | junto a Rita McCormick                  |

## Premios y nominaciones
| Año  | Categoría                      | Premio             | Serie         | Resultado |
| ---- | ------------------------------ | ------------------ | ------------- | --------- |
| 2010 | Most Popular Actress           | Silver Logie Award | Home and Away | Nominada  |
| 2007 | Most Popular New Female Talent | Logie Award        | Home and Away | Nominada  |